# Benjamin Burnley
Benjamin Jackson Burnley (Atlantic City, 10 maart 1978) is een Amerikaanse muzikant en is beter bekend als de singer-songwriter van de post-grunge band Breaking Benjamin.

## Biografie
Ben Burley groeide op in Selinsgrove, Pennsylvania en leerde gitaar spelen door veel te luisteren naar Nirvana. Die tevens zijn grootste invloed waren op zijn latere carrière. Voordat Breaking Benjamin bestond, verdiende hij zijn brood met covers van onder meer Nirvana te spelen. Tot 1998, wanneer hij en drummer Jeremy Hummel de band Breaking Benjamin oprichtten. Burnley heeft verschillende fobieën en zei onder meer dat hun derde album, getiteld Phobia, er onder meer was naar vernoemd. Zijn grootste fobie is zijn angst voor vliegen, om die reden ging de band nooit buiten de Verenigde Staten en Canada rondtoeren. Daar kwam in 2016 echter verandering in wanneer de band toch de oversteek maakte. Burley en de drummer van de band zijn toen per boot naar Europa getrokken om er enkele festivals te spelen. Ook in 2017 komt de band terug naar Europa met optredens op Reading en Leeds festival en enkele data als support voor Volbeat.
Burnley geeft zelf toe dat hij een gameverslaving heeft. Dat zien we ook in het nummer "Blow Me Away" dat hij geschreven heeft voor het spel Halo 2. Alsook het nummer "Polyamorous" dat te horen is in het spel Run Like Hell geeft hier een beeld van.

## Discografie Breaking Benjamin

### Albums
- Saturate (2002)
- We Are Not Alone (2004)
- Phobia (2006)
- Dear Agony (2009)
- Dark Before Dawn (2015)
- Ember (2018)